# Гойсе-Мерен
Гойсе-Мерен (нід. Gooise Meren) — муніципалітет у провінції Північна Голландія, Нідерланди. Утворений 1 січня 2016 року шляхом злиття колишніх муніципалітетів Бюссюм, Мейден (включаючи Мейдерберг) та Нарден.
Громада розташована на південних берегах Маркермер і Гуїмер. Значні частини громади розташовані нижче рівня моря. Найвищою природною висотою є Ейкенберг, висота якого 14,3 метри, на самому сході муніципалітету.
Автострада «Райксвег 1» проходить через муніципалітет від Амстердама до кордону з Німеччиною біля Бад-Бентгайма з кількома виїздами на територію муніципалітету. Автострада «Райксвег 6» також розгалужується тут у напрямку Геренвен.
У районі Бюссюм є дві залізничні станції Наарден-Бюссюм і Бюссюм-Зюйд на залізничній лінії Амстердам–Зютфен.